# Девід Венгем
Девід Венгем (англ. David Wenham, 21 вересня 1965, Сідней) — австралійський актор.
Відомий ролями Фарамира у кінотрилогії «Володар перснів», Карла у фільмі «Ван Хелсінг», Нейлі Флетчера у фільмі «Австралія» та Ділоса у фільмі «300 спартанців» та «300 спартанців: Відродження імперії».

## Біографія
Народився 21 вересня 1965 року у Марріквіллі, Сідней, Новий Південний Уельс, Австралія. Син Кейт та Біла Венгемів. Має старшого брата Піта та п'ятьох старших сестер: Гелен, Анн, Кармел, Кетрін та Мері. Виховувався у католицькій вірі. Навчався у Середній школі Братів Християн. 1987 року закінчив Університет Західного Сіднею, ставши бакалавром мистецтв (театральне мистецтво). Разом із Кейт Агню, акторкою та інструктором з йоги, має двох доньок — Елізу Джейн та Міллі.

## Кар'єра
Свою акторську кар'єру розпочав 1987 року. Здобув міжнародне визнання, зігравши роль Фарамира, сина Денетора II, у кінотрилогії «Володар перснів»: «Дві вежі» (2002) та «Повернення короля» (2003).
2004 року зіграв роль Карла — ченця-вченого — у фільмі «Ван Хелсінг». 2008 року з'явився в австралійському фільмі «Австралія», де виконав роль Нейлі Флетчера, менеджера «Далеких долей», незаконного сина монополіста Леслі Корні, який хоче викупити ферму Сари Ешлі.
Однією із найвідоміших ролей актора є роль Ділоса у фільмі «300 спартанців» та його сиквелі «300 спартанців: Відродження імперії».
2017 року зіграв роль Гарольда Мічема у телесеріалі «Залізний кулак».

## Фільмографія

### Кіно
| Рік  | Назва                                    | Оригінальна назва                                | Роль                    | Примітки        |
| ---- | ---------------------------------------- | ------------------------------------------------ | ----------------------- | --------------- |
| 1992 | Грінкіпінг                               | Greenkeeping                                     | Тревор                  |                 |
| 1992 | Видимість червоного                      | Seeing Red                                       | Френк                   |                 |
| 1994 | Джіно                                    | Gino                                             | Тревор                  |                 |
| 1994 | Трен — мужик                             | Tran the Man                                     | Реймонд «Трен» Мосс     | Короткометражка |
| 1994 | Втеча неможлива                          | No Escape                                        | Охоронець в готелі №. 2 |                 |
| 1995 | Троянди — червоні                        | Roses Are Red                                    | Браян                   |                 |
| 1996 | Так чинять усі                           | Cosi                                             | Даг                     |                 |
| 1996 | Зомбоящик                                | Idiot Box                                        | Бенк Теллер             |                 |
| 1998 | Хлопці                                   | The Boys                                         | Бретт Спрейг            |                 |
| 1998 | Темне місто                              | Dark City                                        | Асистент Шребера        |                 |
| 1998 | Мала частина душі                        | A Little Bit of Soul                             | Др. Річард Шоркінгорн   |                 |
| 1999 | Молокаї. Історія отця Дам'яна            | Molokai: The Story of Father Damien              | Отець Дам'ян            |                 |
| 2000 | Краще, ніж секс                          | Better Than Sex                                  | Джош                    |                 |
| 2001 | Російська лялька                         | Russian Doll                                     | Ітан                    |                 |
| 2001 | Мулен Руж                                | Moulin Rouge!                                    | Одрі                    |                 |
| 2001 | Банк                                     | The Bank                                         | Джім Дойл               |                 |
| 2001 | Прах                                     | Dust                                             | Люк                     |                 |
| 2002 | Мисливець на крокодилів: Сутичка         | The Crocodile Hunter: Collision Course           | Сем Флінн               |                 |
| 2002 | Чистий                                   | Pure                                             | Ленні                   |                 |
| 2002 | Володар перснів: Дві вежі                | The Lord of the Rings: The Two Towers            | Фарамир                 |                 |
| 2003 | Я зав'язав                               | Gettin' Square                                   | Джонні Спітьєрі         |                 |
| 2003 | Погляд Василіска                         | Basilisk Stare                                   | Дейв                    |                 |
| 2003 | Володар перснів: Повернення короля       | The Lord of the Rings: The Return of the King    | Фарамир                 |                 |
| 2004 | Ван Хелсінг                              | Van Helsing                                      | Карл                    |                 |
| 2005 | Три долари                               | Three Dollars                                    | Едді Гарові             |                 |
| 2005 | Пропозиція                               | The Proposition                                  | Іден Флетчер            |                 |
| 2006 | 300 спартанців                           | 300                                              | Ділос                   |                 |
| 2008 | Подружжя                                 | Married Life                                     | Джон О'Браян            |                 |
| 2008 | Діти Хуан Ши                             | The Children of Huang Shi                        | Барнс                   |                 |
| 2008 | Австралія                                | [Australia                                       | Нейл Флетчер            |                 |
| 2009 | Вороги суспільства                       | Public Enemies                                   | Гаррі П'єрпонт          |                 |
| 2009 | Папеса Іоанна                            | Pope Joan                                        | Герольд                 |                 |
| 2010 | Легенди нічної варти                     | Legend of the Guardians: The Owls of Ga'Hoole    | Дзига (голос)           |                 |
| 2010 | Сонце і апельсини                        | Oranges and Sunshine                             | Лен                     |                 |
| 2014 | 300 спартанців: Відродження імперії      | 300: Rise of an Empire                           | Ділос                   |                 |
| 2015 | Паперові літачки                         | Paper Planes                                     | Патрік                  |                 |
| 2015 | Блінкі Білл                              | Blinky Bill the Movie                            | Джако (голос)           |                 |
| 2015 | Сила долі                                | Force of Destiny                                 | Роберт                  |                 |
| 2016 | Голдстоун                                | Goldstone                                        | Джонні                  |                 |
| 2016 | Лев                                      | Lion                                             | Джон Брірлі             |                 |
| 2017 | Пірати Карибського моря: Помста Салазара | Pirates of the Caribbean: Dead Men Tell No Tales | Скарфілд                |                 |
| 2022 | Елвіс                                    | Elvis                                            | Хенк Сноу               |                 |

### Телебачення
| Рік       | Назва                        | Оригінальна назва         | Роль                  | Примітки                        |
| --------- | ---------------------------- | ------------------------- | --------------------- | ------------------------------- |
| 1987      | Сільська практика            | A Country Practice        | Санітар швидкої 1     | Епізод: «Mozart Rules — Part 1» |
| 1987      | Сини та доньки               | Sons and Daughters        | Коллектор             | Епізод: «#1.954»                |
| 1988      | Сільська практика            | A Country Practice        | Скот Галбрейт         | 2 епізоди                       |
| 1990      | Орел або решка               | Come In Spinner           | Австралійський солдат | Мінісеріал                      |
| 1991      | Поліцейський загін порятунку | Police Rescue             | Феррет                | Епізод: «The Cosmic Lightbeam»  |
| 1992      | Сільська практика            | A Country Practice        | Девід Корніш          | 2 епізоди                       |
| 1994      | Блу гіллери                  | Blue Heelers              | Вільям Кессіді        | Епізод: «The Folly of Youth»    |
| 1994      | Втеча з Юпітера              | Escape from Jupiter       | Др. Кробак            |                                 |
| 1996      | Блу гіллери                  | Blue Heelers              | RРоббі Дойл           | Епізод: «Happy Families»        |
| 1997      | Повернення на Юпітер         | Return to Jupiter         | Др. Кробак            | 2 епізоди                       |
| 1998–1999 | Останній корабель            | SeaChange                 | Ден Делла Боска       | 15 епізоди                      |
| 2004      | Змітати                      | The Brush-Off             | Меррей Велан          | Телеільм                        |
| 2006      | Випробовування вогнем        | Answered by Fire          | Маркк Волдман         | Мінісеріал                      |
| 2009      | Воїн усіх часів              | Deadliest Warrior         | Оповідач              |                                 |
| 2011      | Вбиваючи час                 | Killing Time              | Ендрю Фрейзер         | 10 епізодів                     |
| 2012      | Жир в шоколаді               | Dripping in Chocolate     | Беннет О'Мара         |                                 |
| 2013      | Вершина озера                | Top of the Lake           | Ел Паркер             | 7 епізодів                      |
| 2013      | Кращий чоловік               | Better Man                | Джуліан МакМагон      | 4 епізоди                       |
| 2014      | Код                          | The Code                  | Іан Бредлі            | 6 епізодів                      |
| 2015      | Вигнаннці                    | Banished                  | Артур Філіп           |                                 |
| 2015      | Ти хто такий?                | Who Do You Think You Are? | Себе                  | 7 сезон, епізод 4               |
| 2017      | Залізний кулак               | Iron Fist                 | Гарольд мічем         | 11 епізодів                     |